# Данишевский, Иван Олегович
Ива́н Оле́гович Данише́вский — предприниматель, IT-инженер, общественный деятель, CЕО и основатель холдинга ESM.one, автор аналитического сервиса Esports Charts, глава правления Национальной федерации киберспорта Украины (UESF).

## Биография
Иван Данишевский родился в 1985 году в Запорожье. Экстерном окончил гимназию, поступил в вуз, но ушел со второго курса, когда понял, что предложенная система обучения его не удовлетворяет.
Программировать начал в девять лет на самых простых компьютерах, доступных ему в то время — ZX Spectrum и Atari.
В 12 лет устроился работать администратором в компьютерный клуб: здесь будущий идеолог киберспорта ближе знакомится с видеоиграми и принимает участие в своих первых турнирах.
В 13 лет создал gamer.zp.ua — портал для всех жителей Запорожья, имеющих выход в Интернет. Благодаря этому проекту его замечает запорожская веб-студия Pictograph и приглашает на позицию программиста.

## Предпринимательская деятельность: медиа иbig data
В марте 2005 года Иван Данишевский совместно с журналистом Виталием Кустовым создал новостной портал fraza.ua и развивал его в качестве технического директора вплоть до продажи своей доли в 2018 году.
В 2007 году попробовал себя в стартап-индустрии. В 2010-м, вместе с партнерами, выпустил первый проект, получивший известность и привлёкший инвестиции — приложение QCar, которое позволяет управлять автомобилем с помощью iPad.
В марте 2012 года Иван Данишевский начал сотрудничество с сингапурским издателем игр Garena в качестве руководителя стриминга и прямых трансляций.
В 2014-м переехал в Таиланд, где создал gamedev-стартап Brite.asia.
В апреле 2015 года вступил в должность креативного директора GameShow, телеканала об игровой индустрии и киберспорте.
В июне 2016 года написал первую версию Esports Charts — сервиса, который собирает, исследует и анализирует данные о киберспорте и стриминге. Сегодня агентство Esports Charts — один из крупнейших источников киберспортивной аналитики в мире.
Тогда же Иван основал украинский IT-холдинг ESM.one, который разрабатывает технологические и менеджерские решения в сфере киберспорта. Помимо Esports Charts, в холдинг входит порядка 20 продуктов: сервис стриминговой аналитики Streams Charts, платформа для донатов Fundy.US, канал и школа стримеров Zeer.TV и другие.

## Общественная деятельность: поддержка талантливой молодежи
С целью помочь талантливым любителям реализовать свой потенциал в 2016 году Иван создаёт федерацию электронного спорта Esports Ukraine.
За следующие два года под руководством Данишевского федерация проводит сотни онлайн-соревнований, совместно с компанией Kyivstar организовывает Всеукраинский онлайн-турнир по Dota 2, запускает стриминг-платформу CyberStar Academy.
Помимо привлечения бизнеса к развитию украинского киберспорта, Esports Ukraine как общественная организация позволяет Ивану начать диалог с государством.
Начиная с 2018 года федерация при поддержке Министерства образования и науки Украины провела серию всеукраинских студенческих турниров (UUOpen 2018, University Master Cup 2019, UUOpen 2019 Winter Cup, а также организовала Международный турнир среди школьников с гранд-финалом на НСК «Олимпийский» в Киеве.
В феврале 2020 года президент Esports Ukraine Иван Данишевский и президент Федерации киберспорта Украины Артур Ермолаев объявили о решении объединить организации под общим брендом UESF.
«Киберспорт — это серьезная профессия и настоящий спорт, который требует максимальной отдачи, усердия и профессиональной подготовки» — идеи, продвигаемые Иваном и другими членами правления UESF, находят отклик в Министерстве молодежи и спорта. В сентябре 2020 года киберспорт признан официальным видом спорта в Украине.
Помимо возможности проведения официальных турниров это позволило Ивану как руководителю UESF расширить сферу киберспорта до образовательных программ в высших учебных заведениях. Важным шагом в этом направлении становится магистерская программа, разработанная Национальным университетом физического воспитания и спорта Украины (НУФВСУ) совместно с UESF.
Так, в сентябре 2020 года к обучению по специальности «Киберспорт» приступила первая группа студентов. В программу обучения входит изучение жанров компьютерных игр, освоение базовых навыков гейминга, киберспортивная психология, менеджмент и маркетинг, а также физическое развитие.
Меньше года спустя, 21 июля 2021-го, приказом Министерства молодежи и спорта Украины UESF получила национальный статус, а вместе с ним — полномочия на проведение национальных соревнований, формирование сборных команд, присвоение званий и разрядов спортсменам.

## Достижения
За годы руководства Иваном Данишевским Федерация киберспорта Украины получила статус национальной и провела сотни турниров, в том числе для людей с инвалидностью.
С 2019 года Национальный университет физического воспитания и спорта Украины и Федерация киберспорта Украины начали совместную подготовку по образовательной программе для первой киберспортивной магистратуры в стране. В 2021 году Федерация киберспорта Украины (UESF) под руководством Ивана Данишевского создала первую национальную украинскую киберспортивную сборную команду.